# La Chapelle-du-Châtelard
La Chapelle-du-Châtelard – miejscowość i gmina we Francji, w regionie Owernia-Rodan-Alpy, w departamencie Ain.

## Demografia
Według danych na styczeń 2012 r. gminę zamieszkiwało 368 osób, a gęstość zaludnienia wynosiła 27,5 osób/km².